# Peridroma excelsa
Peridroma excelsa là một loài bướm đêm trong họ Noctuidae.